# Flocon de neige
Pour les articles homonymes, voir Flocon de neige (homonymie) et Snowflake.
Le flocon de neige est un agrégat de cristaux de glace, chacun environ 10 millions de fois plus petit que lui. Sa formation débute par des cristaux de neige qui se développent lorsque des gouttelettes microscopiques (10 μm de diamètre) en surfusion gèlent dans un nuage lorsque la température de l'air est inférieure ou égale à 0 °C. Il persiste dans l'atmosphère terrestre sous forme de précipitations jusqu'au sol seulement si la température demeure près ou sous le point de congélation. 
Les flocons de neige apparaissent dans de multiples variétés de tailles et formes. Des formes complexes se développent suivant les régimes de température et d'humidité rencontrés par les flocons. Les flocons individuels ont une structure presque unique. Certaines précipitations peuvent, par le phénomène de dégel et de regel, tomber sous la forme d'une boule, telles la neige roulée, le grésil ou la neige en grains.

## Histoire

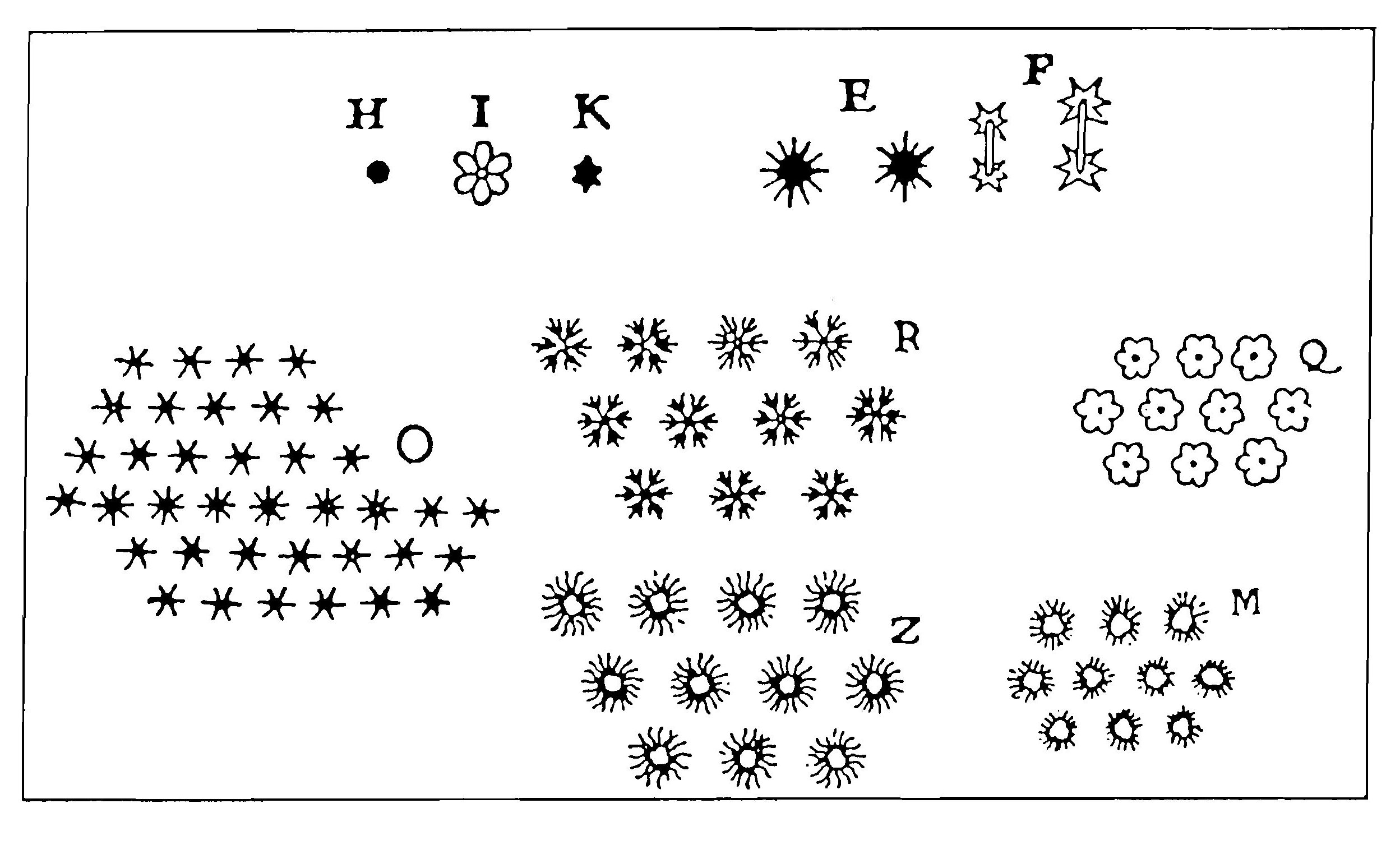
Schéma de flocons de neige par Descartes

Le fait que les flocons de neige comportent presque toujours six branches avait été observé en Chine dès le IIe siècle ap. J.-C. par le lettré Han Ying. En occident les premières descriptions qualifiables de scientifiques sont dues à Kepler qui publie en 1611 L’Étrenne ou la neige sexangulaire ((la) Strena seu de Nive Sexangula), premier traité scientifique de 24 pages qui étudie les cristaux de neige, et plus généralement considéré comme le premier ouvrage de cristallographie, observant notamment leur symétrie hexagonale. René Descartes observe en 1635 à l'œil nu des cristaux de neige et décrit notamment des formes rares, cristaux à douze branches, plaques hexagonales et colonnes. Il décrit également des formes peu plausibles, notamment des flocons avec plus que six branches.
En 1665, Robert Hooke publie pour la première fois dans Micrographia les dessins des raffinements complexes des cristaux de neige révélés au microscope optique. Wilson Bentley devient le premier photographe connu de flocons de neige en réalisant 5 000 clichés de cristaux dont 2 000 photomicrographies sont regroupées dans son ouvrage Snows Crystals publié en 1931.

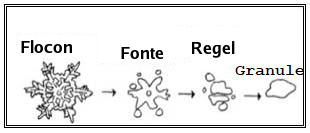
Processus d'un flocon à la chaleur puis au regel.

Le physicien Ukichiro Nakaya établit dans les années 1930 à partir de 3 000 photomicrographies une classification des cristaux de neige naturels (formes primaires : aiguilles, colonnes, « balles de fusil », plaques, étoiles aussi nommées « dendrites »), les répartissant en 7 familles différentes qui composent 41 catégories de flocons,. En 1936, ce même chercheur crée le premier flocon de neige artificiel fabriqué en laboratoire, ce qui lui permet d'étudier la formation des flocons dans des conditions bien contrôlées. Il met en évidence qu'une croissance ultra lente donne naissance aux plaques, aux colonnes et aux autres formes anguleuses tandis qu'une croissance ultrarapide forme des flocons étoilés.
Son œuvre est poursuivie au XXIe siècle au Caltech par Kenneth G. Libbrecht (en), qui étudie la croissance du flocon. Il propose quant à lui plutôt 35 types de flocons.

## Formation
Les cristaux de glace se développent au sein des nuages à température bien inférieure au point de congélation dans le courant ascendant. La vapeur d'eau s'y condense alors sur des noyaux glaciogènes. Ensuite ils croissent en absorbant la vapeur d'eau environnante ou en absorbant des micro-gouttelettes d'eau liquide surfondue par effet Bergeron. La taille du cristal original est de quelques micromètres et peut atteindre graduellement quelques millimètres. Sa forme dépend principalement de la température à laquelle il se développe.
Les flocons de neige se transforment aussi continuellement selon les différents paramètres météorologiques qu'ils rencontrent le long de leur parcours dans le nuage et sous celui-ci, comme le vent, la température, l'humidité, l'ensoleillement, la pluie, etc.. Lorsque la température de la neige est inférieure à 0 °C, les cristaux de neige évoluent vers des formes granuleuses, arrondies ou anguleuses de diamètre entre 0,2 et 2 mm. S'ils rencontrent des gouttes d'eau en surfusion dans le nuage ou s'ils dépassent le point de congélation et fondent partiellement, une couche de givre peut se former à leur surface donnant de la neige roulée.
Les cristaux de neige peuvent donc adopter bien des géométries dont les étoiles, les plaquettes, les aiguilles et colonnes. Il est à noter que les branches d'un flocon en étoiles sont toujours orientées de 60 degrés à cause des liens entre les molécules d'eau qui le forment.

## Classification
Les flocons se classent en différents types, chacun associé à l'histoire des conditions météorologiques de leur formation dans le nuage. Toutefois, la classification a ses limites car chaque flocon a sa propre histoire, ce qui rend la classification difficile. Une application de la classification des flocons de neige est d'étudier leur trajectoire dans les modèles de microphysique des nuages.
En 1951, la Commission internationale de la Neige et de la Glace (maintenant Association Internationale des Sciences Cryosphériques) classe les cristaux en sept catégories distinctes : plaquettes, étoiles, colonnes, aiguilles, dendrites, boutons de manchettes et particules irrégulières, complétées par la neige roulée, la grêle et la neige en grains,. Les trois derniers sont des flocons « mouillés » plus denses qui ont passé dans un couche de fonte ou de givre en altitude, les autres sont des flocons dit « secs » car ils se forment directement en cristaux de glace à partir de la vapeur d'eau dans le nuage.
En 1966, elle répertorie 80 « types morphologiques » de cristaux de neige dans ces catégories.

## Record
Le plus gros flocon de neige aurait été observé le 28 janvier 1887 au Fort Keogh, dans le Montana. Il est dit qu'il mesurait 38 cm de diamètre et 20 cm d'épaisseur. Ce record est mentionné par le Livre Guinness des records mais du fait de l’ancienneté de la mesure et de la nature anecdotique du signalement, celle-ci est douteuse. En effet, l'observation en question de flocons « plus grands qu'une jatte de lait et un d'eux mesurant 15 pouces (38 cm) de large » est tout simplement scientifiquement impossible à supporter selon les experts consultés.

## Galerie
Une sélection de photographies prises par Wilson Bentley :

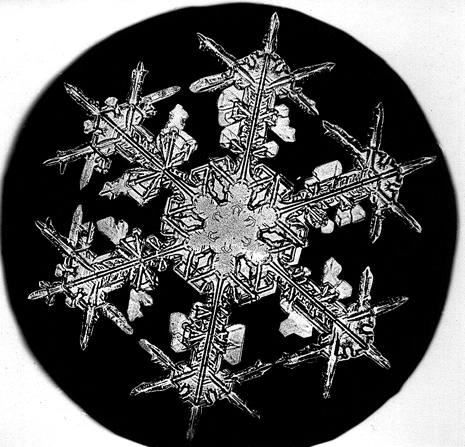
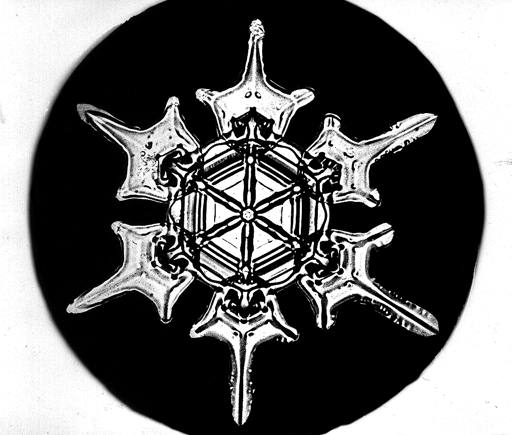
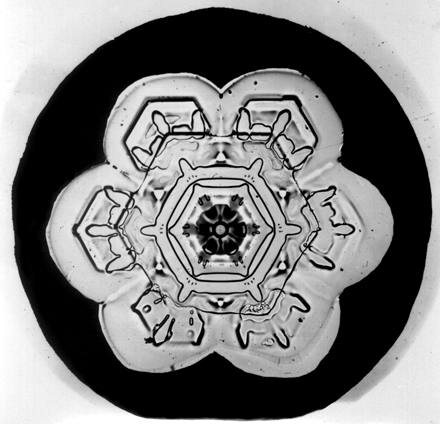
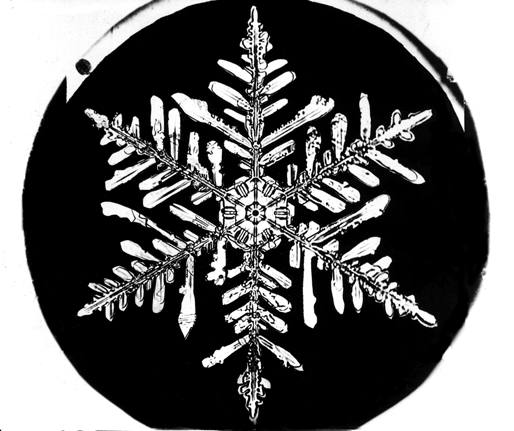
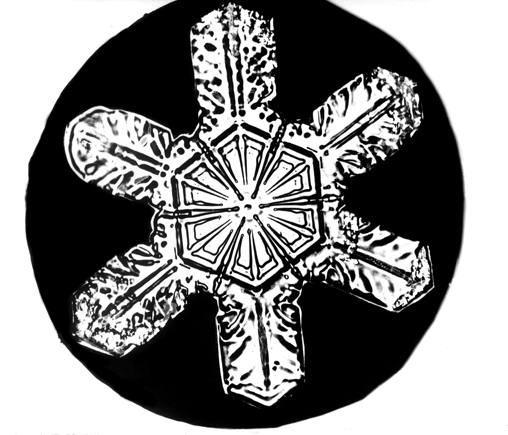
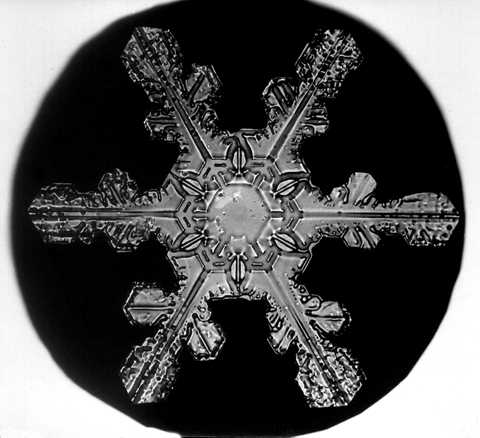
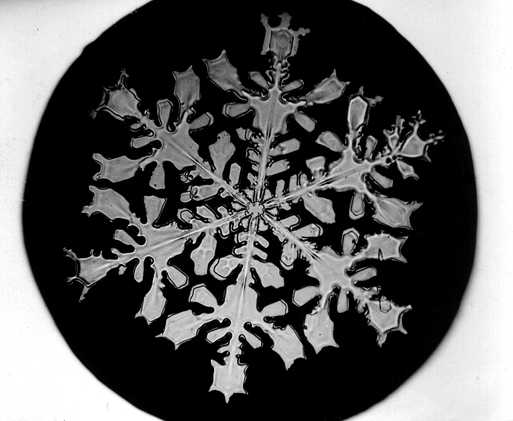
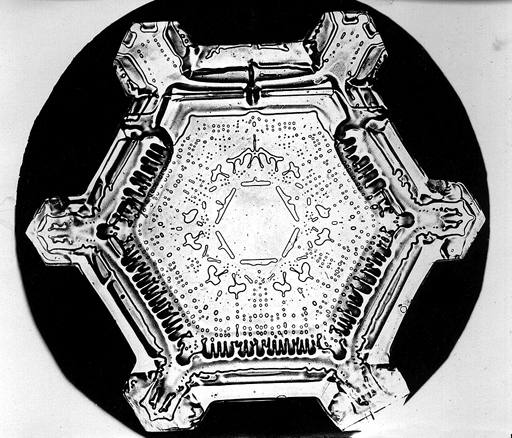
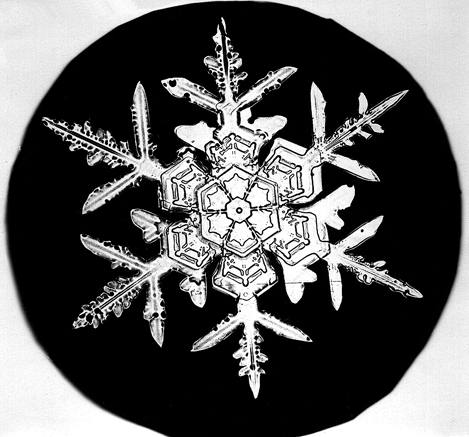
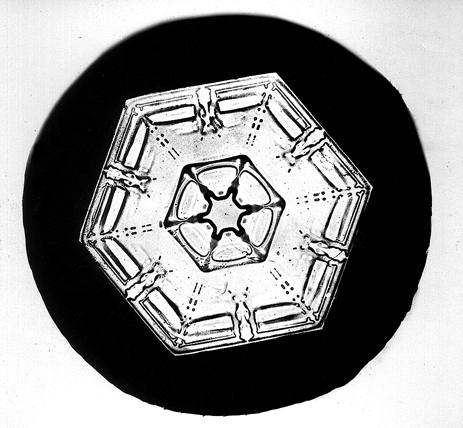
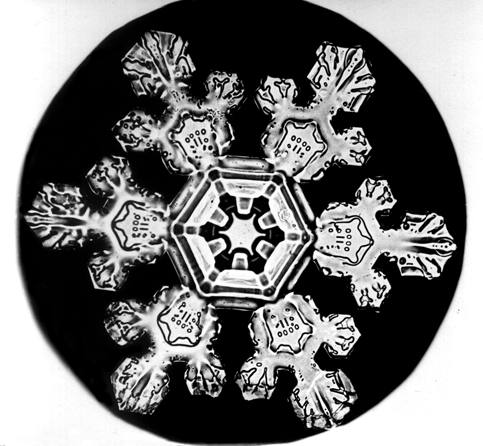
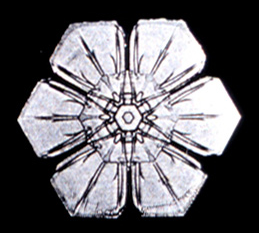